# گوژپشت نتردام (فیلم ۱۹۸۲)
گوژپشت نتردام (انگلیسی: The Hunchback of Notre Dame) یک تله‌فیلم عاشقانه درام است که در سال ۱۹۸۲ از شبکهٔ سی‌بی‌اس پخش شد.

## بازیگران
- لسلی-آن داون در نقش اسمرالدا
- آنتونی هاپکینز در نقش کازیمودو
- درک جاکوبی در نقش کلود فرولو
- رابرت پاول در نقش فوبوس دو شاتوپر
- جان گیلگد
- دیوید سوشی
- تیم پیگات-اسمیت
- نایجل هاثورن
- رولاند کالور
- رزالی کراچلی
- دیوید کلی
- تیموتی بیتسون
- جک کلف
- کنی بیکر
- نورمن لامسدن